# إبراهيم أبو الخير
إبراهيم أبو الخير،(1950 - 5 آذار 2025) هو ممثل ومدير إنتاج أردني، مواليد 1950م، عضو نقابة الفنانيين الأردنيين، له العديد من الأعمال الفنية مثل: مسلسل "رياح السموم" ، ومسلسل" ذياب هباب الريح".

## السيرة الذاتية
إبراهيم أبو الخير، ممثل أردني من مواليد عام 1950. تميّز في الدراسة حيث شارك في الأنشطة الرياضية والأدبية والفنية المدرسية كإعداد جريدة الحائط، ولعت كرة القدم والطائرة، وتحضير المسارح المدرسية. حفظ القرآن الكريم بفضل تديّن عائلته. رحلت عائلته إلى عمان بسبب النكسة، ما استدعى أن يعمل إبراهيم ليساعد والده في إعالة العائلة. شكّل فرقة "مسرح النجوم"، فعرض أعماله في مسارح المدارس ودور السينما الموجودة. أسس شركة إنتاح مع الفنانة سلوى سعيد، ثم أسّس شركة لوحده استمر عملها حتى حرب الخليج حيث توقف الإنتاح الاردني. إبراهيم حاصل على شهادة معهد الفنون المسرحية، عمل في إدارة إنتاج أعمال تلفزيونية. وهو عضو نقابة (رابطة) الفنانين الأردنيين. عمل مدير إنتاج لمسلسل (وضحة وابن عجلان). شارك في عدد من الأعمال الدرامية والمسرحية، بداها بمسرحية "ميت في إجازة" عام 1976، ثم مسرحية "اسكابا" عام 1980 فمسرحية "مين ضحك عَ مين" عام 1982 ومسرحية "بدك تضحك تعال" ومسرحية "ليالي الحصاد" وفيلم "الشراكسة" عام 2010.
اشتهر الفنان أبو الخير  بأدوار الشر الأقرب إلى الكوميديا، وبالأدوار الفنية المعقدة. وعرفه جمهوره أكثر من خلال دوره بشخصية "صبري" في مسلسل ام الكروم،.

## الأعمال الفنية
للفنان إبراهيم أبو الخير العديد من الأعمال الفنية، تتنوع بين التمثيل، وإدارة الإنتاج، والتي تقارب (250) عمل، ونذكر من بين هذه الأعمال:

### مسلسلات
- 2023م- إنسانيات (قصة وسوسة غراب)
- 2023م- مخلفات الزوابع الأخيرة،
- 2023م- هام وشاهة
- 2022م- المشراف
- 2022م- ثمن الجديلة
- 2022م- ذياب باب الريح
- 2022م- نشيمات من البادية،
- 2021م- جلمود الصحاري
- 2021م- لعبة الأنتقام
- 2020م- الخوابي
- 2020م- رياح السموم،
- 2019م- صبر العذوب
- 2018م- الوسواس (محامي الشيطان)
- 2018م- ثأر غليص
- 2018م- شئ من الماضي
- 2018م- من صحائف المجد
- 2017م- العقاب والعفرا
- 2017م- ذباح غليص
- 2017م- ضوء أسود
- 2016م- الدمعة الحمراء،
- 2016م- عنبرج
- 2015م- حنايا الغيث
- 2014م- المبروكة
- 2014م- الوعد - ملحمة الحب والرحيل
- 2014م- رعود المزن
- 2013م- الصلح خير
- 2013م- توم الغرة،
- 2013م- زين
- 2012م- توأم روحي
- 2011م- شوية صبر يا جبر
- 2011م- عطر النار
- 2010م- دفاتر الطوفان،

### أفلام
- 2010م- الشراكسة،

## وفاته
توفي صباح يوم الأربعاء 5 مارس 2025 بعد معاناة مع المرض وذلك عن عمر ناهز 74 عامًا.